# Toronto Eaton Centre
Toronto Eaton Centre is een van de grotere winkelcentra van Noord-Amerika. Het winkelcentrum en kantorencomplex is gelegen in het centrum van Toronto en telt ongeveer 330 winkels op 150.000 m². Het eerste deel werd in 1977 geopend. Het Eaton Centre ligt tussen Yonge Street in het oosten, Queen Street in het zuiden, Dundas Street West in het noorden en Bay Street in het westen. De meest noordoostelijke entree komt uit op Yonge-Dundas Square.
De gangen doen tevens dienst als onderdeel van het Toronto's ondergronds voetgangersnetwerk PATH. Er zijn 2 metrostations verbonden met het complex: Dundas en Queen. Verder is Eaton Centre verbonden met een overdekte voetgangersbrug over Queen Street naar warenhuis The Bay en met het 17-verdiepingen tellende Mariott-hotel aan Bay Street.